# Centre démocrate
Centre démocrate (deutsch Demokratisches Zentrum) war eine christdemokratische Partei der politischen Mitte in Frankreich, die von 1966 bis 1976 bestand. Sie ging aus dem Mouvement républicain populaire (MRP) hervor und wurde vom Centre des démocrates sociaux (CDS) abgelöst. Wichtigste Führungsperson war Jean Lecanuet.

## Geschichte

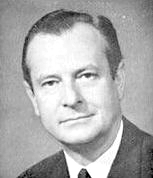
Jean Lecanuet

Vorläufer des Centre démocrate war das Mouvement républicain populaire (Volksrepublikaner-Bewegung), das in den ersten Jahren der Vierten Republik unmittelbar nach dem Zweiten Weltkrieg die stärkste bürgerliche Partei Frankreichs gewesen war, in den 1950er-Jahren aber sukzessive an Bedeutung verloren hatte, was sich nach Gründung der Fünften Republik 1958 noch verstärkte. Seine Wähler gingen zumeist zu den Parteien des Gaullismus über. Nach den Wahlen 1962 verfügte es über weniger als ein Zehntel der Sitze in der Nationalversammlung. Bei der ersten Direktwahl des Staatspräsidenten im Dezember 1965 errang der letzte MRP-Vorsitzende Jean Lecanuet jedoch einen Achtungserfolg. Mit Unterstützung nicht nur seiner eigenen Partei, sondern auch des liberal-konservativen Centre national des indépendants et paysans (CNIP) erhielt er 15,6 Prozent der Stimmen und kam damit auf den dritten Platz. Um dieses Wählerpotenzial auch für die folgenden Parlamentswahlen zu vereinen, initiierte Lecanuet Anfang 1966 das Centre démocrate, dem sich MRP und CNIP anschlossen. Hinzu kamen einzelne Vertreter kleinere Parteien oder Unabhängige wie René Pleven (zuvor Mitglied der UDSR) oder Jacques Duhamel.
Bei der Gründungsversammlung im April 1966 wurde Lecanuet zum Vorsitzenden des Centre démocrate und Bertrand Motte (CNIP) zu seinem Stellvertreter gewählt. Noch vor der Parlamentswahl im März 1967 verließ das CNIP das Bündnis wieder, sodass das Centre démocrate faktisch zur Nachfolgerin des MRP wurde, das sich 1967 endgültig auflöste. Zwar erhielt das CD bei dieser Wahl über 12 Prozent der Stimmen, aufgrund des Mehrheitswahlrechts resultierte dies aber nur in 27 der 460 Sitze in der Nationalversammlung. Um die Mindestzahl von 30 Abgeordneten zu erreichen, vereinigte sich die Parlamentsfraktion des CD anschließend mit Abgeordneten des CNIP und des Centre républicain (einer Abspaltung von der Parti radical) zur Fraktion Progrès et démocratie moderne (PDM). Bei der vorgezogenen Parlamentswahl nach den Ereignissen vom Mai 1968 kam diese Gruppierung wiederum nur auf 27 Sitze, während die Regierungsparteien unter Führung der gaullistischen UDR einen Erdrutschsieg errangen und drei Viertel der Sitze bekamen. 

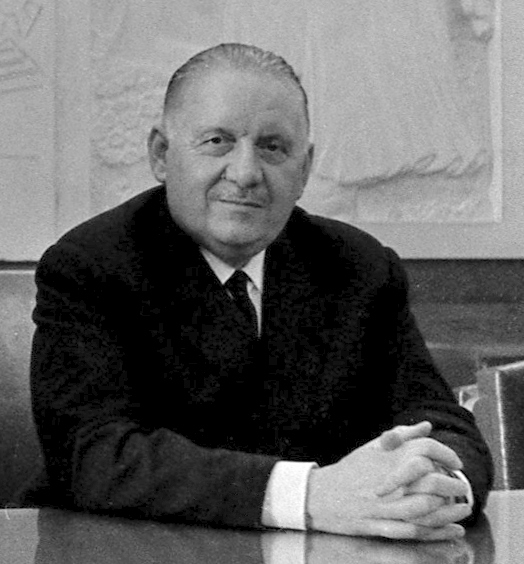
Alain Poher (1969)

Nach dem Rücktritt Charles de Gaulles im April 1969 wurde der Senatspräsident Alain Poher, ein Mitglied der CD, interimistisches Staatsoberhaupt. Er kandidierte auch bei der vorgezogenen Präsidentschaftswahl im Juni desselben Jahres, in deren ersten Wahlgang er mit 23 Prozent der Stimmen auf den zweiten Platz kam und in der Stichwahl mit 41,8 Prozent gegen den Gaullisten Georges Pompidou unterlag. Ein Teil der Mitglieder des CD, darunter Duhamel, Pleven und Joseph Fontanet, unterstützte bei dieser Wahl jedoch nicht Poher, sondern den siegreichen Pompidou. So entstand die Abspaltung des Centre démocratie et progrès (CDP) unter Führung Duhamels, das sich programmatisch wenig vom CD unterschied, fortan aber im engen Bündnis mit der gaullistischen UDR agierte und in die Regierung des Präsidenten Pompidou eintrat, während das Centre démocrate in der Opposition blieb.
Um ihre Wahlchancen zu verbessern, schlossen sich das Centre démocrate und die sozialliberale Parti radical unter Jean-Jacques Servan-Schreiber zusammen mit kleineren Parteien der bürgerlichen Mitte im November 1971 zum Mouvement réformateur zusammen, das sich zwischen den regierenden Gaullisten und ihren Verbündeten auf der rechten und der Union de la gauche auf der linken Seite positionierte. Das Bündnis erhielt bei der Parlamentswahl 1973 insgesamt 31 Sitze und bildete anschließend eine gemeinsame Fraktion namens Réformateurs démocrates sociaux (RDS). Bei der vorgezogenen Präsidentschaftswahl nach dem plötzlichen Tod Pompidous im April 1974 unterstützten die Parteien des Mouvement réformateur, also auch das CD, Valéry Giscard d’Estaing von den liberal-konservativen Républicains indépendants. Er gewann die Wahl, anschließend trat das CD der Regierung bei. Im Kabinett Chirac I war Jean Lecanuet Justizminister und Pierre Abelin Minister für Entwicklungszusammenarbeit. 
Da auch das CDP die Regierung Giscard d’Estaings unterstützte, spielte die bisherige Spaltung der beiden Gruppierungen eine immer geringere Rolle. Ab Juli 1974 waren die Abgeordneten beider christdemokratischer Parteien wieder in einer Fraktion vereint: den Réformateurs, centristes et démocrates sociaux (RCDS). Im Mai 1976 fusionierten CD und CDP auf einem Parteitag in Rennes zum Centre des démocrates sociaux (CDS). Jean Lecanuet wurde dessen erster Vorsitzender, Jacques Barrot (zuvor CDP) sein erster Generalsekretär.